# 발레리 바비치

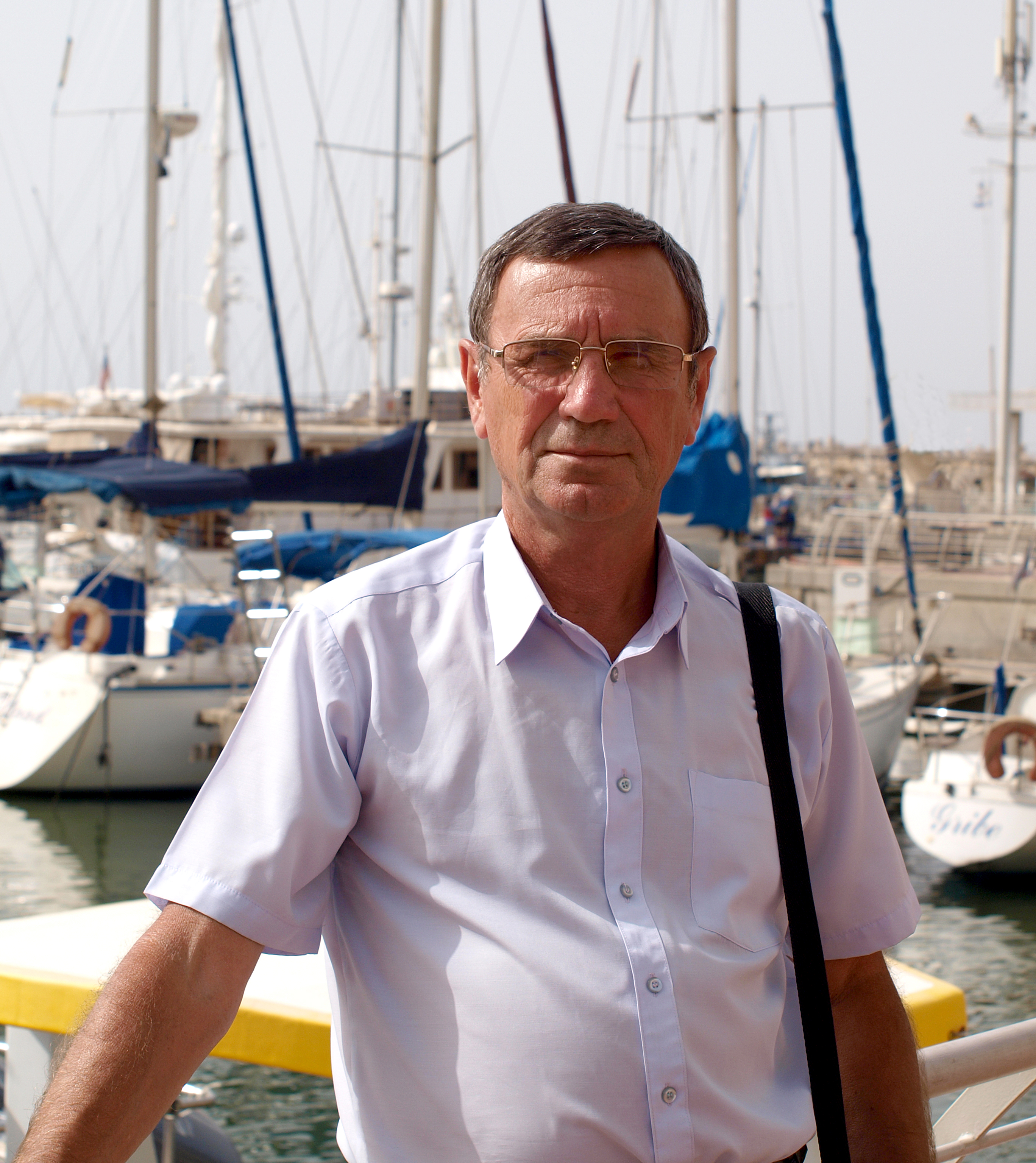

발레리 바비치(러시아어: Вале́рий Васи́льевич Ба́бич)는 우크라이나 출신의 작가, 인류학자, 그리고 저널리스트이다. 1991년 이전까지는 우크라이나 니콜라이프의 블랙 해양 조선소의 설계국장으로 근무하며 항공모함 및 크리므르 반도 해군 항공 시스템의 복합 시험을 주도했다.

## 삶
우크라이나의 자포리자 출생인 발레리 바비치는 1950년에 부모님과 함께 니콜라이프로 이사했다. 1955년에 선박 건조 니콜라예프 대학교에 입학하여 1959년에 졸업했다. 대학을 졸업한 후, 바비치는 61 공동체 조선소에서 1959년부터 1962년까지 전기기사로 일했다.

## 조선
1967년에 발레리 바비치는 니콜라이브 조선 공과대학을 졸업했다. 졸업 후, 그는 블랙 해양 조선소의 주설계자 부서에서 일하게 되었다. 바비치는 헬기 호송함 '모스크바'와 '레닌그라드'의 무기 복합체 개발에 참여했다. 이후 1970년부터 1991년까지 모든 소련 항공모함 건설에 관여하며 키예프(1970–1975), 민스크(1976–1978), 노보로시스크, 바쿠, 트빌리시, 바랴그, 울랴노프스크(1979–1991) 등을 건조하는 작업에 참여했다.

## 문학적 창의성
발레리 바비치는 2000년부터 문학적, 저널리즘 활동을 시작했다. 우크라이나 저널리스트 국가연맹, 러시아 작가 연맹 회원으로, 니콜라이프 매체 ProMedia(2002) 지역 대회 수상자이며 골든 펜(2006)과 니콜라이프 아르카스(2012)상을 수상했다.
선정된 참고문헌:
- 당사의 항공모함(2003) Наши авианосцы  </link> .
- 세인트 니콜라스 시와 그의 항공모함 (2009) Город Святого Николая и его авианосцы .
- 바다의 제왕 (2017) Властелины океанов .
- 성 니콜라스시의 언론인. 역사와 운명(2011) Журналисты города святого Николая. 기사와 책.

발레리 바비치는 우크라이나, 러시아, 중국, 인도 등 여러 나라의 신문과 잡지에 선박 건조의 역사에 관한 50편 이상의 기사를 발표했다.